# 光と影 (泉谷しげるのアルバム)
『光と影』（ひかりとかげ）は、日本のミュージシャンである泉谷しげるの通算4枚目、スタジオ・アルバムとしては3枚目のアルバムである。オリジナルのLP盤はエレックレコードから発売された。

## 解説
- このアルバムの制作には、サディスティック・ミカ・バンドとして活動していた加藤和彦、高中正義、小原礼、高橋幸宏といった面々や、中川イサト、生田敬太郎らが参加した[2]。

## 収録曲

### エレック盤
1973年にエレックレコードから発表されたオリジナルLP盤の収録曲は以下の通り。
| SIDE A 1. 序曲 - 作曲：三保敬太郎 2. 個人的理由 - 作詞・作曲：泉谷しげる 3. 老人革命の唄 - 作詞：松山猛・泉谷しげる、作曲：泉谷しげる 4. おー脳!! - 作詞：松山猛・泉谷しげる、作曲：泉谷しげる 5. のすたるじあ - 作詞・作曲：泉谷しげる 6. ブルースを唄わないで - 作詞・作曲：泉谷しげる 7. 春のからっ風 - 作詞・作曲：泉谷しげる | SIDE B 1. ひとりあるき - 作詞・作曲：泉谷しげる 2. 里帰り - 作詞・作曲：泉谷しげる 3. 君の便りは南風 - 作詞・作曲：泉谷しげる 4. 無限大食 - 作詞・作曲：泉谷しげる 5. ともだちどうし - 作詞・作曲：泉谷しげる 6. 国旗はためく下に - 作詞・作曲：泉谷しげる 7. 終曲 - 作曲：三保敬太郎 |  |

### フォーライフ盤
エレックレコードが管理していたマスターテープの一部が失われたため、泉谷の移籍後にフォーライフ・レコードから1978年4月に再リリースされたLP盤では、「序曲」「個人的理由」「終曲」が収録されず、「ひとりあるき」「国旗はためく下に」は、別音源が用いられ、さらに曲順が変更された。また、ジャケットもイラストのものに変更された。また、フォーライフから1989年に出されたCDも、音源、曲順、ジャケットともLP盤を踏襲した。
| SIDE A 1. 君の便りは南風 2. 無限大食 3. おー脳!! 4. ともだちどうし 5. 里帰り | SIDE B 1. ひとりあるき 2. 老人革命の唄 3. ブルースを唄わないで 4. のすたるじあ 5. 国旗はためく下に 6. 春のからっ風 |  |

### エレック音源の復刻企画
その後、エレック音源の復刻企画の一環として、バップやワーナーミュージック・ジャパンから出た再発CDでは、内容やジャケットはオリジナル盤に準じている。